# Флетчер, Робин
Робин Энтони Флетчер (англ. Robin Anthony Fletcher; 30 мая 1922, Гилфорд, Суррей, Англия, Великобритания — 15 января 2016) — английский и британский хоккеист (хоккей на траве), нападающий. Бронзовый призёр летних Олимпийских игр 1952 года. Администратор высшей школы.

## Биография
Робин Флетчер родился 30 мая 1922 года в британском городе Гилфорд в Англии.
Учился в колледже Мальборо, где и начал играть в хоккей на траве.
Его карьеру прервала Вторая мировая война. Флетчер добровольцем пошёл на службу в британский королевский флот. Служил на лёгком крейсере «Гамбия», после был переведён во флот Леванта, где судно занималось сбором разведывательных данных, наносило удары по вражеским гарнизонам на островах в Эгейском море, нарушало их связь.
В конце войны награждён Крестом «За выдающиеся заслуги» и произведён в лейтенанты. Командовал тральщиком, расчищавщим минные заграждения в Ла-Манше. Офицер ордена Британской империи.
В 1950—1989 годах преподавал сначала древнегреческий, а затем новогреческий язык в оксфордском Тринити-колледже, в 1951—1974 годах совмещал преподавательскую работу с должностью местного казначея.
Был капитаном хоккейной команды Оксфордского университета.
В 1952 году вошёл в состав сборной Великобритании по хоккею на траве на Олимпийских играх в Хельсинки и завоевал бронзовую медаль. Играл на позиции нападающего, провёл 3 матча, забил 1 мяч в ворота сборной Пакистана.
В 1949—1955 годах провёл 22 матча за сборную Англии.
В 1964 году тренировал сборную Великобритании на летних Олимпийских играх в Токио, где она поделила 9-10-е места.
В 1973—1983 годах был президентом Британской хоккейной ассоциации.
В 1980—1989 годах был главой администрации Rhodes House Оксфордского университета, ответственным за предоставление стипендий на Родосе. Служил в попечительских советах ряда ведущих государственных школ.
Его воспоминания «Благодушный ветер: пройдено внутри и вне научного сообщества» были опубликованы в 2007 году.
После выхода на пенсию вместе с женой переехал на Оркнейские острова.
Умер 15 января 2016 года.

## Семья
Жена Джинни (ум. 2010).